# Pavezin
Pavezin là một xã trong tỉnh Loire miền trung nước Pháp.